# محمد العيد آل خليفة
محمد العيد آل خليفة (28 أغسطس 1904 - 31 يوليو 1979) أديب وشاعر جزائري.

## نشأته ودراسته
ولد الشاعر محمد العيد يوم الأحد لستة عشر يوما خلى من جمادى الآخرة عام 1322 للهجرة الموافق لـ 28 أغسطس سنة 1904 للميلاد في بلدية عين البيضاء بولاية أم البواقي. وسط عائلة دينية محافظة متصوفة تنتمي إلى الطريقة التجانية تنحدر أصلا من بلدة كوينين من ولاية واد سوف. انتقل مع أسرته إلى مدينة بسكرة ليكمل بها حفظ القرآن الكريم ويجلس في دروس الشيخ علي بن إبراهيم العقبي إلى سنة 1921م، حين ألزم الشيخ سيدي العيد الثاني والده بإرساله إلى جامع الزيتونة للدراسة بعد أن كان ينتدبه للعمل معه في التجارة، وهذا مما جعل الشاعر محمد العيد يعطي المقام حقه، فقد رثا صاحب نعمته حين وافاه الأجل ببسكرة، انتسب محمد العيد إلى جامع الزيتونة، وأصبح طالبا في الطبقة الثالثة (سبع طبقات) وبعد سنتين توقف عن الدراسة بتونس لأسباب صحية ليعود إلى بسكرة ويكمل مشواره العلمي على يد علمائها ومشايخها منهم الشيخ المختار اليعلاوي أرطبار في دروسه الليلية بالمسجد العتيق ليدرس عنه الفقه والحساب والفلك... وفي سنة 1927م انتدبته جمعية الشبيبة الإسلامية بالجزائر العاصمة معلما بمدرستها فمكث بها معلما لمدة ثلاث سنوات ثم مديرا لها خلفا للشاعر محمد الهادي السنوسي إلى غاية 1941م ليعود إلى بسكرة فمكث بها عدة أشهر ثم انتقل إلى باتنة.

## في جمعية العلماء المسلمين الجزائريين
ثم التحق بجمعية العلماء المسلمين الجزائريين منذ تأسيسها وكان شعره أداة من أدواتها وسجلا لمواقفها وكتابا لتاريخها، وأطلق عليه الشيخ عبد الحميد بن باديس لقب: «أمير شعراء الجزائر» وقال فيه الشيخ البشير الإبراهيمي: «رافق شعره النهضة الجزائرية في جميع مراحلها، وله في كل نواحيها، وفي كل طور من أطوارها، وفي كل أثر من آثارها القصائد الغر والمقاطع الخالدة، شعره لو جمع؛ سجل صادق لهذه النهضة وعرض رائع لأطوارها» وقال عنه أيضا: «الأستاذ محمد العيد شاعر الشباب وشاعر الجزائر الفتاة، بل شاعر الشمال الإفريقي بلا منازع. شاعر مستكمل الأدوات، خصيب اذهن، رحب الخيال، متسع جوانب الفكر طائر اللمحة، مشرق الديباجة، متين التركيب، فحل الأسلوب، فخم الألفاظ، محكم النسج ملتحمه، مترقرق القوافي، لبق في تصريف الألفاظ وتنزيلها في مواضعها، بصير بدقائق استعمالات البلغاء، فقيه محقق في مفردات اللغة علما وعملا، وقاف عند حدود القواعد العلمية، محترم للأوضاع الصحيحة في علوم اللغة كلها، لا تقف في شعره على كثرته على شذوذ أو رخصة أو تسمح في قياس أو تعقيد في تركيب أو معاظلة في أسلوب، بارع الصنعة في الجناس والطباق وإرسال المثل والترصيع بالنكت الأدبية والقصص التاريخية».

وقال عنه الأمير شكيب أرسلان: «كلما قرأت شعرا لمحمد العيد الجزائري تأخذني هزة طرب تملك علي جميع مشاعري»، وهو يعتبر أحد أبرز العلماء والمدرسين والشعراء الجزائريين الذين كافحوا الاحتلال، وخدموا دينهم وأمتهم ووطنهم، وفي مدينة باتنة مكث 06 سنوات يدير مدرسة التربية والتعليم التابعة لجمعية العلماء إلى غاية سنة 1944م حيث منع من التعليم وقدم للمحاكمة ثم أغلقت المدرسة. ظل محمد العيد يواصل نشاطه العلمي والإصلاحي بباتنة إلى غاية سنة 1947م حيث اتجه إلى مدينة عين مليلة ليشرف على إدارة مدرسة العرفان المستقلة، وفي الوقت نفسه يؤم المصلين ويخطب فيهم بالمسجد العتيق للمدينة، وظل الاحتلال يلاحقه ويراقبه طوال إقامته بعين مليلة إلى غاية اندلاع ثورة التحرير الكبرى.

## إبان الثورة
واصل محمد العيد رسالته في التغني بالحرية والتبشير بالنصر والاستقلال والدعوة إلى دعم الثورة، فألف قصيدة من جبالنا طلع صوت الأحرار، ليجد نفسه وجها لوجه أمام آلة الاحتلال، فقد دعاه قاضي التحقيق للتصديق على مناشير تندد بالثورة تحت طائل التهديد بالسجن، فرفض رفضا قاطعا، وهكذا أوقف عن العمل بمدرسة العرفان ثم أغلقت المدرسة نفسها وحولت إلى ملحقة لثكنة عسكرية، فواصل نشاطه النضالي بالمسجد والساحات، ليؤخذ في شهر جوان 1955م مكبلا إلى سجن المدينة ثم إلى سجن الكدية بقسنطينة وبعد 14 يوما قدم للمحكمة بتهمة التحريض ضد السلطة والدعوة للثورة ومساندتها.

وبعد إطلاق سراحه عاود نشاطه من جديد إلى آخر السنة حيث اقتحموا عليه منزله بتهمة التحريض على إعدام المستوطن الفرنسي «جوليان» لتفرض عليه الإقامة الجبرية بمنزله ببسكرة تحت الحراسة المشددة، فظل حبيس جدران بيته طوال أيام الثورة.

## بعد الاستقلال حتى وفاته
أما بعد الاستقلال فقد لازم الاعتكاف ببيته متعبدا ذاكرا زاهدا في الدنيا قليل المشاركة في النشاطات العامة والخاصة، فكان يقضي نصف السنة ببسكرة ونصفها الآخر بباتنة حتى توفي بمستشفى مدينة باتنة يوم الأربعاء 07 رمضان 1399هـ الموافق لـ 31 جويلية 1979م، ونقل جثمانه إلى بسكرة حيث دفن بمقبرة (العزيلات) بعد يومين من وفاته.
وجاء في مجلة الشهاب تقديم للأمير شكيب أرسلان حول محمد العيد، فقال:

## آثاره
من آثاره:
- أنشودة الوليد
- رواية بلال بن رباح (مسرحية شعرية)
- ديوان محمد العيد

### قائمة قصائد ديوان محمد العيد آل خليفة
| عنوان القصيدة        | الخلفية |
| -------------------- | --- |
| يا دار               | تم تنظيم هذه القصيدة سنة 1925 |
| أسطر الكون           | تم تنظيم هذه القصيدة وهو في عز شبابه |
| هذه خطوة             | تم إلقاء هذه القصيدة من قبل محمد العيد آل خليفة بمناسبة طبع كتابه ’’شعراء الجزائر في العصر الحاضر‘‘                                                |
| وقفة على بحر الجزائر | تم نشر هذه القصيدة سنة 1930 في الجزء التاسع مجلة الشهاب                                                                                            |
| الصحو                | نشرت هذه القصيدة سنة 1935 في مجلة الشهاب، والتى يصف فيها الشاعر منظر الجزائر بعد هطول الثلج بغزارة والتى جاءت بعد انقطاع الثلوج عن الجزائر العاصمة |

## مقتطفات من شعره
- قصيدة: يا ليل، نشرت في العدد 145 من البصائر سنة 1951م:

- قصيدة: الشعر والأدب:

- قصيدة جمال الريف، في هذه القصيدة تظهر براعة الشاعر وقدرته على الوصف بالرغم من أنه لم يكثر منه في شعره:

## وصلات خارجية
- ديوان محمد العيد آل خليفة على موقع المكتبة الشاملة